# Testimonium Flavianum
Testimonium Flavianum, „Flavisches Zeugnis“, ist eine Bezeichnung für den Abschnitt Ant 18, 63–64 im Werk „Jüdische Altertümer“ (Antiquitates Iudaicae, abgekürzt Ant) des antiken jüdischen Historikers Flavius Josephus mit einer möglichen außerchristlichen antiken Erwähnung von Jesus von Nazaret. Im Text, wie er jetzt vorliegt, wird Jesus von Nazaret positiv gewürdigt. Bereits die Begriffsprägung Testimonium Flavianum bringt zum Ausdruck, dass ein solches „Zeugnis“ (lateinisch testimonium) des Juden Josephus in der christlichen Theologie seit der Patristik eine große Bedeutung hatte.
Josephus veröffentlichte sein Geschichtswerk zwar schon 93 n. Chr., es ist aber nur in mittelalterlichen christlichen Handschriften erhalten. In Anbetracht der generell schlechten Textqualität dieser Handschriften sind auch spätantike Zitate christlicher Autoren bei der Rekonstruktion des ursprünglichen Josephus-Textes heranzuziehen sowie Übersetzungen. Der Abschnitt Ant 18, 63–64 steht im Mittelpunkt einer intensiven wissenschaftlichen Diskussion.
Weitgehend Konsens ist, dass der jetzt vorliegende Text durch christliche Zusätze nachträglich erweitert (interpoliert) worden ist. Origenes las einen älteren Text, Eusebius von Caesarea dagegen den christlich bearbeiteten Text. Sehr umstritten ist weiterhin, was Josephus an dieser Stelle ursprünglich schrieb.

## Der Text Ant 18, 63–64

### Griechischer Text und Übersetzung
Der Text lautet in den drei erhaltenen alten Handschriften des 18. Buchs der Antiquitates folgendermaßen:

«Γίνεται δὲ κατὰ τοῦτον τὸν χρόνον Ἰησοῦς σοφὸς ἀνήρ, εἴγε ἄνδρα αὐτὸν λέγειν χρή· ἦν γὰρ παραδόξων ἔργων ποιητής, διδάσκαλος ἀνθρώπων τῶν ἡδονῇ τἀληθῆ δεχομένων, καὶ πολλοὺς μὲν Ἰουδαίους, πολλοὺς δὲ καὶ τοῦ Ἑλληνικοῦ ἐπηγάγετο· ὁ χριστὸς οὗτος ἦν. καὶ αὐτὸν ἐνδείξει τῶν πρώτων ἀνδρῶν παρ᾽ ἡμῖν σταυρῷ ἐπιτετιμηκότος Πιλάτου οὐκ ἐπαύσαντο οἱ τὸ πρῶτον ἀγαπήσαντες· ἐφάνη γὰρ αὐτοῖς τρίτην ἔχων ἡμέραν πάλιν ζῶν τῶν θείων προφητῶν ταῦτά τε καὶ ἄλλα μυρία περὶ αὐτοῦ θαυμάσια εἰρηκότων. εἰς ἔτι τε νῦν τῶν Χριστιανῶν ἀπὸ τοῦδε ὠνομασμένον οὐκ ἐπέλιπε τὸ φῦλον»

„Um diese Zeit lebte Jesus, ein weiser Mann, wenn man ihn überhaupt einen Menschen nennen darf. Er war nämlich der Vollbringer ganz unglaublicher Taten und der Lehrer aller Menschen, die mit Freuden die Wahrheit aufnahmen. So zog er viele Juden und auch viele Heiden an sich. Dieser war der Christus. Und obgleich ihn Pilatus auf Betreiben der Vornehmen unseres Volkes zum Kreuzestod verurteilte, wurden doch seine früheren Anhänger ihm nicht untreu. Denn er erschien ihnen am dritten Tage wieder lebend, wie gottgesandte Propheten dies und tausend andere wunderbare Dinge von ihm vorherverkündet hatten. Und noch bis auf den heutigen Tag besteht das Volk der Christen, die sich nach ihm nennen, fort.“

### Kontext
Das 18. Buch der Antiquitates enthält eine Darstellung der Amtszeit des Pontius Pilatus:
- 18,35 Ankunft des Pontius Pilatus in Judäa;
- 18,55–59 Pilatus befiehlt seinen Truppen, ihre Feldzeichen nach Jerusalem hineinzubringen. Darauf war unter anderem der Kaiser abgebildet. Schwere Unruhen waren die Folge.
- 18,60–62 Pilatus lässt ein Aquaedukt bauen und nutzt dazu Gelder aus dem Jerusalemer Tempelschatz;
- 63–64 Testimonium Flavianum;
- 65–80 Kreuzigung ägyptischer Priester, Zerstörung des Isistempels in Rom (diese Aussage von Josephus trifft offenbar nicht zu, der Tempel stand noch 70 n. Chr.);
- 81–84 Vertreibung der Juden aus Rom.
- 85–89 Pilatus richtet ein Blutbad unter rebellierenden Samaritanern an und wird infolge einer Anklage von Seiten der samaritanischen Selbstverwaltung von Vitellius, dem Statthalter Syriens, seines Amtes enthoben und zum Kaiser nach Rom geschickt.

### Kommentar
Während die Passage seit dem 17. Jahrhundert oft insgesamt für eine Fälschung gehalten wurde, die spätestens im 3. Jahrhundert nachträglich von einem Christen in die „Altertümer“ eingefügt worden sei, vertreten viele Historiker heute die Ansicht, Josephus habe in seinem Werk nicht nur Johannes den Täufer, sondern auch Jesus erwähnt. Auch dann meinen viele, dass einige Sätze seiner Erwähnung von christlichen Kopisten des Textes umformuliert oder hinzugefügt wurden. Dazu wird die angenommene Originalfassung unterschiedlich rekonstruiert.
Friedrich Wilhelm Horn referierte die vier wichtigsten von der Forschung vertretenen Interpretationsmodelle nach John P. Meier folgendermaßen:
1. das Testimonium Flavianum ist insgesamt eine christliche Einfügung;
2. das Testimonium Flavianum ist christlich überarbeitet worden, aber eine ältere Vorlage ist noch erkennbar;
3. das Testimonium Flavianum stammt bis auf wenige Einfügungen von Josephus;
4. das Testimonium Flavianum ist vollständig auf Josephus zurückzuführen.

1 und 4 stellten Minderheitspositionen dar, wobei Kenneth A. Olson das erste Interpretationsmodell vertritt.
Als Einfügungen von der Hand eines christlichen Bearbeiters werden mehrheitlich gesehen:
- εἴγε ἄνδρα αὐτὸν λέγειν χρή eíge ándra autòn légein chrḗ („wenn man ihn überhaupt einen Menschen nennen darf“)
- ὁ χριστὸς οὗτος ἦν ho christòs hoũtos ễn („Dieser war der Christus.“)
- ἐφάνη γὰρ αὐτοῖς τρίτην ἔχων ἡμέραν πάλιν ζῶν ephánē gàr autoĩs tríten échōn heméran pálin zỗn („Denn er erschien ihnen am dritten Tage wieder lebend“)

Diese Passagen unterbrechen den Textfluss und seien daher als nachträglich eingefügt zu erkennen. Der übrige Text sei, so Horn, „gut im Mund eines Juden vorstellbar, der Jesus nicht feindlich gegenübersteht.“
Problematisch ist das Wort χριστὸς, „Christus“, da Josephus es nur an zwei Stellen in seinen Werken verwendet, beide Male in der Kombination mit dem Namen Jesus. Wenn er den Begriff nur so selten gebraucht, sollte man annehmen, dass Josephus diesen Begriff erklärt. Die Septuaginta übersetzte das hebräische Wort משׁיח Maschiach („Gesalbter“) mit χριστός, z. B 2 Sam 23,1 . Auffallend ist aber, dass die Septuaginta-Übersetzer der Prophetenbücher χριστὸς nicht als Übersetzung von משׁיח Messias verwendeten. In diesen Texten ging es um einen Messias im Sinne eines künftigen jüdischen Führers aus davidischer Familie. Man muss also davon ausgehen, dass einem nicht jüdischen Leser das Wort χριστὸς nicht geläufig war, zumindest nicht im Zusammenhang mit משׁיח. Josephus verwendet zwar das Wort χριω, „salben“, häufig, aber nie im Zusammenhang mit jüdischen Widerständlern oder jüdischen Propheten. Er nennt die Messiasprätendenten προφήτης „Propheten“, oder γόης „Zauberer“.

### Eine weitere Erwähnung Jesu in Ant 20,200
Im Zusammenhang des Wechsels des Prokurators Festus auf Albinus im Jahre 62 schreibt Josephus über Ananos:

„Ananos nun, der wild und draufgängerisch und von jener den Sadduzäern eigenen Härte in Gerichtsdingen war, hielt den Zeitpunkt für geeignet – Festus war gerade gestorben und Albinus noch unterwegs. Er berief deshalb den Hohen Rat zum Gericht und ließ den Bruder Jesu, des sogenannten Christus, Jakobus mit Namen, sowie einige andere, die er der Gesetzesübertretung beschuldigte, zur Steinigung führen.“

Obwohl die große Mehrheit der Wissenschaftler hier davon ausgeht, dass die Stelle echt ist, gibt es bei einer Minderheit von Wissenschaftlern Zweifel an der Echtheit: Origenes (c. Cels. I 47; II 13; Comm. in Mt. X 17) berichtet, Josephus habe die Zerstörung Jerusalems auf die Ermordung des Jakobus zurückgeführt, eine Aussage, die in den uns vorliegenden Werken nicht vorkommt. Eusebius (Hist. Eccl. II 23, 22) dagegen kannte diese Notiz. Darum ist ihre Überlieferungsgeschichte nur schwer zu rekonstruieren.

## Zitate bei christlichen Autoren in Spätantike und Mittelalter

### Vor Eusebius
Origenes (185–254) schrieb ausdrücklich, Josephus habe Jesus nicht für den Christus gehalten. Ob er diese Stelle gekannt hat, ist nicht bewiesen, aber anzunehmen.

### Eusebius von Caesarea
Eusebius von Caesarea war der erste christliche Autor, der das Testimonium Flavianum in seinem Werk erwähnte, und zwar dreimal mit kleinen Abweichungen:
- Kirchengeschichte 1,11,7–8;
- Demonstratio evangelica 3,5,105;
- Theophania Σ 202,2–203,5.

Er verwies jedes Mal auf Josephus und gab dadurch zu erkennen, dass er eine ihm vorliegende Abschrift der Antiquitates zitierte.
Seit dem 18. Jahrhundert besteht der Verdacht, Eusebius habe das Testimonium Flavianum gefälscht. Eusebius war auch der erste christliche Schriftsteller, der sich ausführlich mit den Werken des Josephus auseinandersetzte. Daher erschien es schlüssig für die Wissenschaft, die Schriften Josephus mit dem Testimonium Flavianum und mit den Werken des Eusebius zu vergleichen. Ein solcher Vergleich ist aber schwierig, da im Gegensatz zu Josephus’ Werken die Werke von Eusebius nur bruchstückhaft vorliegen. Dennoch ist es möglich, einige Vergleiche zu ziehen. Besonders Ken Olsen von der Duke-Universität beschäftigte sich mit der Frage. Olsens Fazit: Josephus verwendet das Wort φῦλον (Stamm, Volk) nie im Zusammenhang mit Religionsgemeinschaften. Auch andere Autoren taten dies nicht. Nur Eusebius verwendet die Kombination Χριστιανῶν […] τὸ φῦλον („Stamm der Christen“)
παραδόξων ἔργων ποιητής „Vollbringer ganz unglaublicher Taten“ sei typisch für Eusebius, aber nicht typisch für Josephus. Dieser verwende das Wort ποιητής nur im Zusammenhang mit „Dichter“, aber nie mit „Macher, Vollbringer“, während Eusebius die Kombination παραδόξων und ποιητής mehr als hundert Mal verwende. Dasselbe würde für διδάσκαλος ἀνθρώπων „Lehrer aller Menschen“ gelten. Auch der Theologe Neville Birdsall behauptet, das Wort διδάσκαλος werde von Josephus höchst selten und nur in einem anderen Zusammenhang verwendet, häufig jedoch von Eusebius. Aber diese Schlussfolgerungen belegen nicht, dass Eusebius das Testimonium Flavianum gefälscht hat. Es gibt auch Zeilen im Testimonium Flavianum, die seinem Stil entsprechen.
Denkbar wäre, dass Josephus bewusst Worte aus dem Umfeld der römisch-christlichen Gemeinde verwendet hat.

### Nach Eusebius
Die Kirchengeschichte des Eusebius war ein viel gelesenes Werk der Spätantike und des Mittelalters, auch in lateinischer und syrischer Übersetzung (beide 5. Jahrhundert). Folgende Autoren zitierten das Testimonium Flavianum aus der Kirchengeschichte des Eusebius und nicht aus einer ihnen vorliegenden Ausgabe der Antiquitates des Josephus (nach Alice Whealey):
- Johannes Malalas (um 530);
- Georgios Monachos (um 890);
- Agapios von Hierapolis (um 930);
- Pseudo-Simeon Magister (um 950);
- Georgios Kedrenos (um 1100);
- Michael der Syrer (um 1195).

Dagegen gibt es eine Reihe von christlichen Autoren, die sich mit den Schriften des Josephus befassten, aber das Testimonium Flavianum nicht erwähnten: Basilius von Caesarea, Kyrill von Alexandria, Ambrosius von Mailand, Augustinus und Thomas von Aquin. Das kann daran liegen, dass der Inhalt des Testimonium Flavianum für irrelevant gehalten wurde, da er mit der Christologie der Spätantike nicht übereinstimmte.

### Hieronymus
Neben Eusebius’ Kirchengeschichte ist Hieronymus’ Werk „Berühmte Männer“ (De viris illustribus) das zweite Werk, das in der Rezeptionsgeschichte des Testimonium Flavianum wichtig war. Hieronymus übersetzte die Passage um 392 sehr wörtlich vom Griechischen ins Lateinische, aber mit einer Abweichung. In De viris illustribus 13,16,15 schrieb er statt hic erat Christus („Dieser war der Christus“) credebatur esse Christus („man glaubte, er sei der Christus“). De viris illustribus ist in Handschriften des 6. und 7. Jahrhunderts erhalten, Manuskripten, die deutlich älter sind als jene, die man für Josephus’ Antiquitates oder Eusebius’ Kirchengeschichte zur Verfügung hat. Auch die syrische Weltchronik Michaels des Syrers bietet diese Formulierung: „man glaubte, er sei der Christus“. Da lateinische und syrische Theologen wegen der konfessionellen Spaltungen der Spätantike ihre Werke gegenseitig nicht lasen, scheint hier wie dort eine griechische Version des Testimonium Flavianum vorgelegen zu haben, die diese Formulierung enthielt.

### Pseudo-Hegesippus
Pseudo-Hegesippus Schrift „Der Untergang Jerusalems“ De excidio Hierosolymitano (4. Jahrhundert) ist eine freie lateinische Paraphrase von Josephus’ Schrift über den Jüdischen Krieg mit antijüdischer Tendenz, angereichert durch Abschnitte aus Josephus’ Antiquitates, darunter auch das Testimonium Flavianum. Dabei lässt Pseudo-Hegesippus aber die Formulierung „Dieser war der Christus“ aus. Dies ist wichtig, weil aus dem Zusammenhang klar ist, dass der Autor eine Abschrift der Antiquitates vorliegen hat und nicht Eusebius oder sonst einen Kirchenschriftsteller.
Der Sefer Josippon, eine mittelalterliche jüdische Nacherzählung des Jüdischen Krieges auf der Grundlage des Pseudo-Hegesippus, ließ das Testimonium Flavianum stillschweigend aus; einige spätere Fassungen dieser Schrift enthalten eine kurze feindliche Bemerkung zu Jesus an dieser Stelle. Nun wurde der Sefer Josippon aber in der frühen Neuzeit nicht als Bearbeitung des Pseudo-Hegesippus erkannt, sondern galt als die authentische Fassung von Josephus’ Werk (da hebräisch). In diesem Zusammenhang, weil es „im hebräischen Josephus“ nicht enthalten war, tauchten in der Frühen Neuzeit erstmals Zweifel am Testimonium Flavianum auf.

## Alte Übersetzungen

### Arabisch und Syrisch
Shlomo Pines vertrat 1971 die These, dass der christlich-arabische Bischof und Historiker Agapios von Hierapolis eine frühere oder sogar die Originalfassung des Josephus überliefert habe. Denn er zitiere ihn in seinem Kitab al-Unwan aus dem 10. Jahrhundert (zitiert nach Schneemelcher in der Übersetzung von Johannes Maier):

„… dass zu der Zeit ein Mann war, der Jeschua genannt wurde, einen guten Lebenswandel aufwies und als tugendhaft [gelehrt] bekannt war und viele Leute von den Juden und von anderen Völkern als Jünger hatte. Pilatus hatte ihn zur Kreuzigung und zum Tode verurteilt, aber diejenigen, die seine Jünger geworden waren, gaben seine Jüngerschaft [Lehre] nicht auf und erzählten, dass er ihnen drei Tage nach der Kreuzigung erschienen sei und lebe und daher vielleicht der Messias sei, in Bezug auf den die Propheten Wunderbares gesagt haben.“

Für diese Version spricht auch die Stilgleichheit mit dem anderen, eher als echt betrachteten Abschnitt, in dem Josephus eine neutrale und distanzierte, aber keine ablehnende Position zum Christentum einnimmt.
Eine weitere Version ist in der Weltchronik von Michael dem Syrer überliefert. Gegen die These von Pines hält Alice Whealey die Version der Weltchronik für authentischer als das Testimonium des Agapios. Beide Varianten führt sie auf syrische Übersetzungen der Historia Ecclesiastica des Eusebius von Caesarea zurück. Die Version der Weltchronik sei sprachlich näher an der überlieferten Standardfassung (textus receptus), identifiziere jedoch wie bei Agapios Jesus nur indirekt mit dem Messias.

### Altrussisch
Ende des 19. Jahrhunderts entdeckte man in Moskau eine in Altrussisch verfasste Version des jüdischen Krieges. Diese Version enthält umfangreiche christliche Ergänzungen und Kommentare. Auch enthält sie das Testimonium Flavianum. Robert Eisler glaubte, aus diesem Text die aramäische Erstfassung des Buchs über den Jüdischen Krieg rekonstruieren zu können, die Josephus einmal erwähnte, die aber nicht erhalten ist und nirgendwo sonst erwähnt oder zitiert wird. Die überwiegende Mehrheit der Wissenschaftler misst dieser Version aber keine Bedeutung in der Diskussion um das Testimonium Flavianum bei. Die slawische Version des Jüdischen Krieges ist nach Überzeugung der meisten Wissenschaftler erst im 11. Jahrhundert entstanden. Es handele sich dabei um keine exakte Übersetzung, sondern um eine Übersetzung mit Anmerkungen und Zitaten unter anderem aus der Weltchronik des Johannes Malalas. Nur wenige Wissenschaftler sind der Meinung, dass die slawische Version die Urversion des jüdischen Krieges darstellt, so z. B. Ilaria Ramelli in ihrem Buch „Gesu e il tempio. La attestazioni de Flavio Giuseppe, Giovanni, Egesippo e Origene“.

## Forschungsgeschichte
Lucas Osiander der Ältere erklärte das Testimonium Flavianum in seiner 1592 gedruckten Kirchengeschichte für unecht, mit dem Argument: Wenn Josephus das geschrieben hätte, wäre er Christ geworden, davon sei aber in seinem restlichen Werk nichts zu merken.
Textkritische Bedenken wurden gegen das Testimonium Flavianum erst im 17. Jahrhundert erhoben: Louis Cappel bemerkte, dass die Passage sich nicht glatt in den Kontext einfüge. Tanaquilius Faber argumentierte, dass die Aussage „er war der Christus“ im Widerspruch zu dem Urteil des Origenes stehe, Josephus habe nicht an Christus geglaubt. Er erklärte Eusebius von Caesarea zum Interpolator, konnte diesen Verdacht aber nicht begründen.